# E. Lee Francis
Elias Lee Francis II. (* 16. März 1913 in Seboyeta, New Mexico; † 2001) war ein US-amerikanischer Politiker. Zwischen 1967 und 1970 fungierte er im Bundesstaat New Mexico als Vizegouverneur.

## Werdegang
Elias Lee Francis II., Sohn von libanesischen Einwanderern, wurde ungefähr ein Jahr vor dem Ausbruch des Ersten Weltkrieges in Seboyeta im Cibola County geboren. Dabei handelt es sich um eine Village – eine spanisch-mexikanische Landschenkung nördlich der Laguna Pueblo. Als Folge davon sprach er bis zu seinem zehnten Lebensjahr nur Spanisch und Arabisch. Aufgrund des Fehlens einer Syrisch-Maronitischen Kirche wurde er römisch-katholisch erzogen. Ihm gehörte die Cubero Trading Company. Seine Ehefrau Ethel Haines (1916–1991) war eine Amerikanische Ureinwohnerin der Laguna Pueblo-Anishinaabe und schottischer Abstammung. Vor ihrer Hochzeit konvertierte sie vom Presbyterianismus zum Katholizismus. Das Paar hatte fünf gemeinsame Kinder, einschließlich Paula Gunn Allen (1939–2008) und Elias Lee Francis III. (1945–2003). Seine Tochter Paula war Professor für Englisch und American Indian Studies an der University of California in Los Angeles sowie eine der herausragendsten Autorinnen der Amerikanischen Ureinwohner. Sein Sohn Elias war ein Laguna Pueblo-Anishinaabe Dichter, Pädagoge und Gründer der Wordcraft Circle of Native Writers and Storytellers.
Politisch gehörte Francis II. der Republikanischen Partei an. 1966 wurde er zum Vizegouverneur von New Mexico gewählt – ein Posten, den er von 1967 bis 1970 bekleidete. Er verstarb 2001 und wurde dann auf dem Mount Calvary Cemetery in Albuquerque beigesetzt.